# Holland-on-Sea
Holland-on-Sea är en ort i unparished area Clacton, i distriktet Tendring, i grevskapet Essex, i England. Orten är belägen 4 km från Clacton-on-Sea. Little Holland var en civil parish fram till 1934 när blev den en del av Great Clacton. Civil parish hade 780 invånare år 1931.